# Heterispa
Heterispa es un género de escarabajos  de la familia Chrysomelidae. En 1875 Chapuis describió el género. Contiene las siguientes especies:
- Heterispa apicalis (Pic, 1927)
- Heterispa costipennis (Boheman, 1858)
- Heterispa infuscata (Chapuis, 1875)
- Heterispa limonensis (Uhmann, 1930)
- Heterispa vinula (Erichson, 1847)